# Вилиам Рапар
Вилиа̀м Еманюѐл Рапа̀р (на френски: William Emmanuel Rappard) е швейцарски дипломат и икономист.
Роден е на 22 април 1883 година в Ню Йорк в семейството на швейцарски бизнесмен. През 1908 година завършва Харвардския университет, където преподава през 1911 – 1913 година, а от 1913 година е професор по стопанска история в Женевския университет. Участва в работата на Обществото на народите от самото му създаване през 1920 година, като оглавява неговия Мандатен отдел, а след това е член на Постоянната мандатна комисия през цялото ѝ съществуване. През 1927 година е сред основателите на Висшия институт за международни изследвания.
Вилиам Рапар умира на 29 април 1958 година в Женева.